# Phalanger (Compilador)
El proyecto Phalanger fue iniciado en la Universidad Carolina en Praga. Este compila código fuente escrito en PHP al CIL Byte-code. Se encarga del inicio de un proceso de compilación que se completa con el componente compilador JIT de.NET Framework. No se ocupa de la generación de código nativo, ni de su optimización. Su finalidad es compilar los scripts PHP a.NET, las unidades lógicas que contiene el código CIL y meta-datos.

## Compatibilidad
Phalanger puede funcionar con aplicaciones del "mundo real" hechas en PHP, muchas con un cambio mínimo o directamente sin modificar. Ejemplos prácticos son WordPress, MediaWiki, phpMyAdmin y phpBB.

## Rendimiento
Uno de los objetivos principales del proyecto es mejorar el rendimiento de las aplicaciones PHP. Los puntos de referencia en contra de PHP muestran un beneficio considerable de rendimiento con Phalanger.
Actualmente hay en curso un proyecto en la Universidad Carolina para re-implementar el núcleo de Phalanger usando la tecnología Microsoft Dynamic Language Runtime, y para desarrollar una herramienta de integración con el Microsoft Visual Studio para proveer de características tales como IntelliSense para el lenguaje PHP. 
Como resultado, este ha mostrado varias características del DLR, incluso una mejora del rendimiento de Phalanger El resto de las características DLR están siendo integradas en el actual núcleo de Phalanger.

## Google Summer of Code
Un proyecto que incluye Phalanger fue apadrinado por el equipo de Mono durante el programa Google Summer of Code en 2008. Durante este periodo Phalanger fue portado hacia el framework Silverlight 2.0 con el objetivo de hacerlo funcionar con el Moonlight.

## El patrocinio Jadu
A principios de 2008, El UK Content Management vendor Jadu aunó esfuerzos con el equipo con sede en Praga para mejorar la comunicación entre.NET y el compilador Phalanger. Está basado en la duck typing y provee un modo fácil para acceder a objetos del mundo dinámico de PHP que son difíciles de acceder desde tipeo estático del ambiente.NET.
En diciembre de 2008, Jadu anunció que el compilador estaba disponible para la comunidad de desarrolladores y en las entrevistas con ITPRO y VNUnet mencionaron que el desarrollo podría ayudar a cerrar la brecha de competencias entre PHP y NET.

## Soporte y desarrollo por Devsense
Desde 2009, la compañía Devsense lidera el desarrollo del proyecto y ofrece soporte y soluciones comerciales. Devsense se compone de los desarrolladores principales de Phalanger y mantienen este proyecto de código abierto con vida.
Además del mantenimiento y crecimiento del proyecto, Devsense está proporcionando la integración en Phalanger en el Visual Studio para la comunidad.

## Microsoft & Los lenguajes dinámicos
Según Microsoft, el objetivo principal del proyecto, publicado bajo licencia de código permisivos compartido de Microsoft en el Microsoft CodePlex, es la de habilitar la funcionalidad completa de los scripts PHP en el framework.NET sin ninguna modificación.